# Rezerwat przyrody Mszar Rosiczkowy koło Rokitna
Rezerwat przyrody Mszar Rosiczkowy koło Rokitna – torfowiskowy rezerwat przyrody w gminie Strzelce Krajeńskie, w powiecie strzelecko-drezdeneckim, w województwie lubuskim; położony na terenie leśnictw Długie i Złotawa Nadleśnictwa Strzelce Krajeńskie, 1 km na północ od Rokitna.
Został powołany i zatwierdzony Zarządzeniem nr 19/2009 Regionalnego Dyrektora Ochrony Środowiska w Gorzowie Wlkp. z dnia 1 września 2009 r. Zajmuje powierzchnię 3,40 ha.
Celem ochrony jest zachowanie zbiorowisk roślinności bagiennej i torfowiskowej, głównie mszaru przygiełkowego z przygiełką białą i bardzo rzadką w Polsce przygiełką brunatną oraz mszaru wysokotorfowiskowego zróżnicowanego na dwa podzespoły: mszar wełniankowy z dominacją wełnianki pochwowatej oraz mszar sosnowy, na którym w luźnym zwarciu rośnie sosna zwyczajna.